# Presidente da Transnístria
O Presidente da Transnístria é o mais alto cargo eleito da República Moldava Dniestriana (mais conhecida como Transnístria), um pequeno país com reconhecimento limitado que declarou a sua independência da Moldávia em 1990. O presidente da república serve como chefe de Estado do país  e acumula-o com a posição de comandante-em-chefe das forças armadas. De acordo com a Constituição da Transdniéstria, também representa o país no exterior.
O presidente da Transnístria é eleito pelos cidadãos da república com base num sufrágio universal, igual e direto, por voto secreto e para um mandato de cinco anos.
O atual presidente é Vadim Krasnoselsky, desde 16 de dezembro de 2016. Foi eleito nas eleições presidenciais de 2016 e e reeleito nas eleições de 2021.

## Chefes de Estado (não presidenciais)
| Nº                                       | Chefe de Estado | Início do mandato      | Fim do mandato         | Partido      |
| ---------------------------------------- | --------------- | ---------------------- | ---------------------- | ------------ |
| Presidente do Supremo Soviete Provisório |                 |                        |                        |              |
| 1                                        | Igor Smirnov    | 3 de setembro de 1990  | 29 de novembro de 1990 | PCUS         |
| 1                                        | Igor Smirnov    | 3 de setembro de 1990  | 29 de novembro de 1990 | Independente |
| Líder da República                       |                 |                        |                        |              |
| 2                                        | Igor Smirnov    | 29 de novembro de 1990 | 29 de agosto de 1991   | Independente |
| Líder interino da República              |                 |                        |                        |              |
| —                                        | Andrey Manoylov | 29 de agosto de 1991   | 1 de outubro de 1991   | Independente |
| Líder da República                       |                 |                        |                        |              |
| 3                                        | Igor Smirnov    | 1 de outubro de 1991   | 3 de dezembro de 1991  | Independente |

## Lista de Presidentes da Transnístria
| — |

| — |

| — |

| — |

| — |

| — |

| — |

| — |